# صلح براغ (1866)

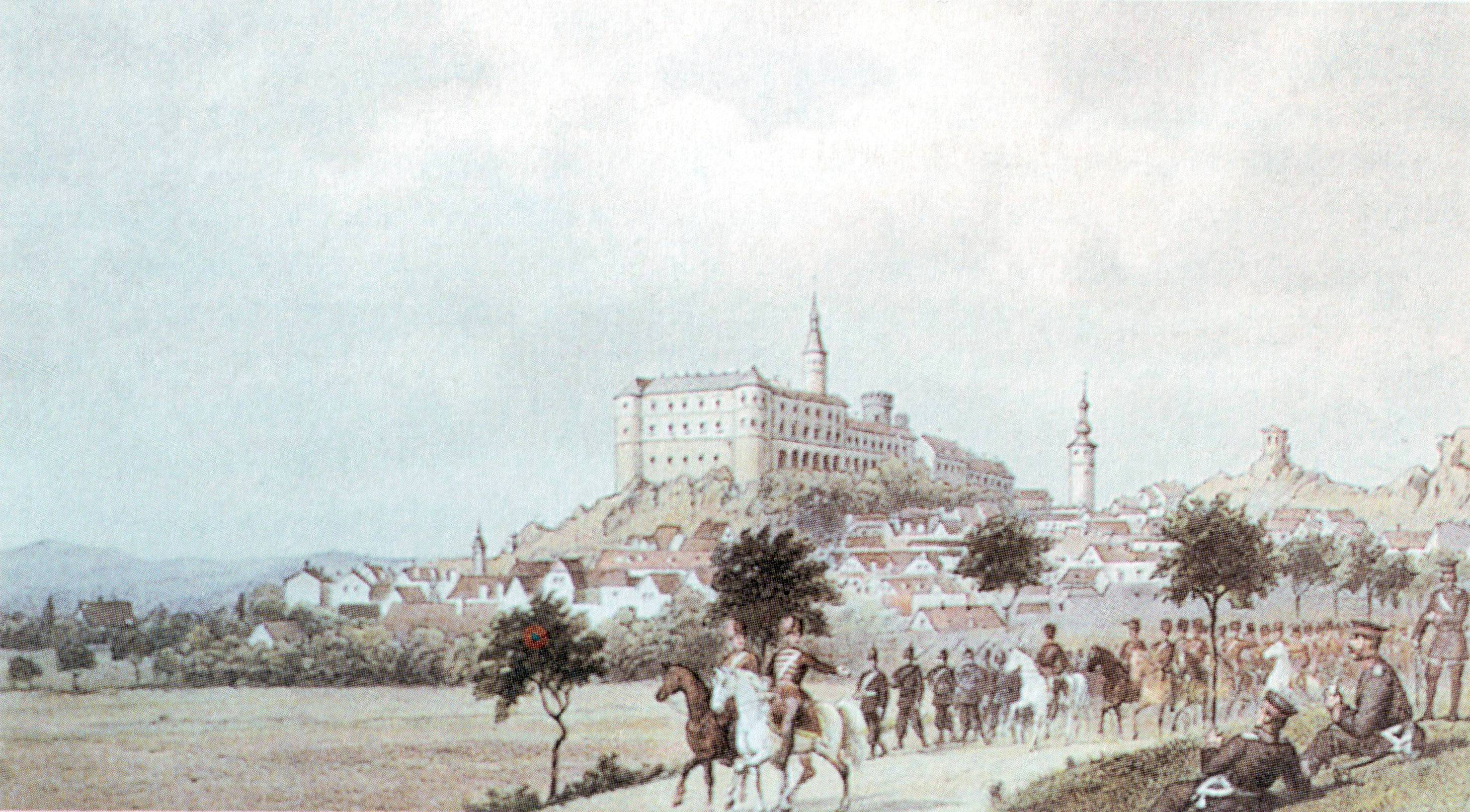

قامت معاهدة «صلح براغ» في تموز عام 1866م بعد هزيمة النمسا امام بروسيا وبعدها قاموا بمعاهدة وهي معاهدة البراغ وقد نصت على:
اعطاء الدوقيتين لبروسيا
تنازل النمسا عن البندقية لايطاليا
حل الاتحاد الجرماني وخروج النمسا من أي اتحاد ألماني
تكوين اتحاد بزعامة بروسيا شمل جميع دول شمال ألمانيا ووضع له دستور وجعل له مجلس للنواب